# 씨네Q
씨네Q(CINE Q)는 대한민국의 영화관 체인이다. 넥스트엔터테인먼트월드가 운영하고 있다. 

## 점포 연혁
2017년 8월 24일 1번째로 경주보문이 개관하였다.

## 영화관

### 현재 운영
| 지역       | 점포수 | 점포명                     |
| ---------- | ------ | -------------------------- |
| 서울특별시 | 4개    | 신도림                     |
| 경기도     | 2개    | 동탄 / 남양주다산          |
| 인천광역시 | 1개    | 청라                       |
| 충청남도   | 1개    | 천안불당                   |
| 경상북도   | 2개    | 경주보문 / 구미봉곡        |
| 대구광역시 | 1개    | 대구이시아                 |
| 작은영화관 | 3개    | 칠곡호이 / 보은 / 영덕예주 |